# Amélie Bernard
Amélie Bernard est une actrice québécoise connue pour son rôle de Vicky dans Les Invincibles. Elle a aussi participé aux séries François en série, Apparences et Discussions avec mes parents.